# FK Šiauliai
FK Šiauliai é um clube de futebol profissional lituano da cidade de Šiauliai que joga o Campeonato Lituano de Futebol.

O clube foi fundado em 2004 e foi dissolvido em 2016.
| N.º |          | Posição | Jogador                             |
| --- | -------- | ------- | ----------------------------------- |
| 4   | Lituânia | D       | Klimas Gusočenko                    |
| 5   | Lituânia | D       | Tomas Kančelskis                    |
| 7   | Lituânia | M       | Edvinas Jasaitis                    |
| 9   | Lituânia | M       | Rokas Urbelis                       |
| 8   | Lituânia | M       | Mantas Kuklys                       |
| 9   | Lituânia | A       | Rokas Urbelis                       |
| 10  | Lituânia | M       | Saimonas Burkšaitis                 |
| 11  | Lituânia | A       | Vaidas Viktoravičius                |
| 12  | Lituânia | G       | Aurimas Paškevičius                 |
| 13  | Letónia  | M       | Igors Kozlovs (loan from Skonto FC) |
| 14  | Lituânia | M       | Dovydas Kveinys                     |
| 15  | Lituânia | D       | Deivydas Lunskis                    |
| 18  | Lituânia | M       | Tautvydas Eliošius                  |

| N.º |          | Posição | Jogador               |
| --- | -------- | ------- | --------------------- |
| 19  | Lituânia | M       | Edvardas Pšelenskis   |
| 20  | Lituânia | M       | Vaidas Šilėnas        |
| 22  | Lituânia | A       | Tadas Špukas          |
| 23  | Lituânia | D       | Paulius Drublionis    |
| 25  | Lituânia | D       | Vilius Lapeikis       |
| 29  | Ucrânia  | A       | Viktor Raskov         |
| 30  | Lituânia | M       | Manfredas Lukjančukas |
| 31  | Lituânia | A       | Titas Machovas        |
| 32  | Lituânia | A       | Andrius Viktoravičius |
| 37  | Letónia  | G       | Pāvels Naglis         |
| 50  | Lituânia | G       | Tadas Simaitis        |
| 66  | Lituânia | D       | Ernestas Pilypas      |
| 77  | Lituânia | D       | Justinas Kuizinas     |
| ?   | Lituânia | M       | Paulius Janušauskas   |